# Achelia besnardi
Achelia besnardi là một loài nhện biển trong họ Ammotheidae. Loài này thuộc chi Achelia. Achelia besnardi được miêu tả khoa học năm 1951 bởi Sawaya.